# Château de Varennes-l'Enfant
Pour les articles homonymes, voir Varennes.
 (mars 2015).
Le château de Varennes-l'Enfant est situé à Épineux-le-Seguin, à 2,5 km du bourg, dans le département de la Mayenne. 

## Désignation
- L'hébergement de Varennes, 1403[1] ;
- Le chasteau de Varennes, 1474[2] ;
- La chastellenie de Varennes, 1539[3] ;
- La baronnie de Varennes, château, chapelle, allées dans la direction d'Avessé, moulins, prieuré de l'ordre de Saint-Augustin[4] ;
- Varennes l'Enfant, château, pont et moulin[5].

## Histoire
La châtellenie de Varennes, érigée en baronnie vers 1570 en faveur de François de la Chapelle, était vassale de l'évêché du Mans par la baronnie de Touvoie, à charge par le seigneur de servir le prélat une fois par an depuis son entrée dans son diocèse, avec armes et chevaux, quinze jours à ses propres dépens et huit jours défrayé. L'évêque, de son côté, devait protection à son vassal. Cette vassalité est reconnue sans interruption du XIIIe siècle au XVIe siècle. Depuis l'érection en baronnie, les aveux sont rendus au comte du Maine.
Une charte de Maurice, évêque du Mans, de 1226, cite parmi les vassaux de Varennes ceux de la Motte, de Chantepie, de la Macheferrière, de Martigné (Avessé), de la Glacerie, de Souligné, Juhel de Tillie, Guillaume d'Epaulfort. La châtellenie de Poillé y fut unie au commencement du XIVe siècle. Le domaine comprenait en 1530 : moulin sur la rivière de Trulon, les métairies de la Cour, de la Perrière, des Granges, le domaine de la Morinière, le bois d'Epineu contenant cent journaux. On parle en 1403 d'un domaine de Saint-Martin.
Quant au château lui-même, c'est au XIIIe siècle un hébergement avec son domaine, heberga mentum et masuram in qua situm est. L'aveu de 1403, rendu par Séguin L'Enfant à l'évêque Adam Châtelain, traduit et explique : Je advoue à tenir à foy et hommage simple mon hébergement de Varenes et la masure en laquelle je tiens de terres arables que mon mestayer laboure cinquante journaux, de prez euvre à trois hommes faucheurs, de groux boys, de hayes, de plesses à connins et de pasture, soixante journaux, la rivière de Trullon, l'estang, mon hébergement d'Espineu, four à ban, pressoir à ban, vignes, estangs, moulins, garennes à toutes bestes, seigneurie paroissial.
En 1487, Hardouin L'Enfant mentionne plus sommairement son chastel, chastellenie et hébergement de Varennes, avec les douves, fossez, jardins, vergers, le tout contenant six journaux, y compris, moulins, estang, pescherie, rivière. Vers 1570, François de la Chapelle en faveur duquel la terre fut érigée en baronnie, reconstruit ou augmenta au moins le château ; il reste encore quelques vestiges de son œuvre. Lui-même y fut assailli, vers la fin des guerres de religion, par Georges Le Clerc, frère du seigneur de Juigné-sur-Sarthe ; il s'échappa, mais sa femme et ses enfants y furent pris, mis à rançon, et le château fut dévasté.
En 1688, alors que le château, déjà bien délaissé, va être totalement abandonné de ses nouveaux maîtres, on y remarque plusieurs bâtiments irréguliers enfermant une cour, dont la porte d'entrée avec pont-levis et planchette est tournée au midi ; des fossés secs, un grand escalier à pans voûté, une petite chapelle dont une partie de la couverture est tombée, un jeu de longue paulme. Sur la pointe du rocher, sur la rivière, est bâtie une petite chapelle, une chambre à feu, un grenier dessus, un four au bout y joignant, nommé l'Hermitage de Saint-Philbert, plus loin est la chapelle du village. L'ermitage de Saint-Philbert était dû sans doute à Philbert de la Chapelle.
Un combat acharné eut lieu au village, le 17 mars 1796, entre la compagnie de Jean-Daniel Œhlert et celle de Marin-Pierre Gaullier.
La mine de charbon en exploitation et un four à chaux, près du moulin, faisaient partie du domaine en 1820. Une troupe de 200 insurgés, qui avaient assisté (?) à l'affaire de Chasnay, y fut surprise par deux détachements qui en tuèrent plusieurs.
Un château moderne, résidence privée de la famille d'Albaret, de style antique, d'architecture militaire, a été construit depuis les années 1850 sur les anciennes fondations. Une belle et monumentale boiserie ancienne, habilement restaurée, orne la cheminée d'une des salles, dont les plafonds à soliveaux et parquets apparents, sont d'un effet très décoratif.

## Liste des seigneurs

### Famille L'Enfant

Armes de L'Enfant : D'argent à la bande d'azur, accostée de deux cotices de gueules.

- Foulques L'Enfant est bienfaiteur de l'abbaye d'Étival, témoin en 1196 et 1199 des actes par lesquels Guy VI de Laval remet au clergé les droits de main-morte et fait sa paix avec Hamelin L'Enfant, figure de 1190 à 1219 dans plusieurs chartes du prieuré d'Auvers-le-Hamon, fonde le prieuré de Varennes, 1207 ; rend hommage à l'évêque du Mans, 1226 ; scelle à Varennes un acte avec Guérin du Mortier, son neveu, en faveur de Savigny, 1238 ;
- Foulques L'Enfant est cité au Cartulaire de la Couture de 1281 à 1292 ;
- Séguin L'Enfant, protestataire avec la noblesse du Maine contre les prétentions de Charles de Valois, aurait, d'après le Livre rouge, présenté en 1304 à Pierre Gougeul copie de l'aveu de 1226. Cette date est fausse ; Pierre Gougeul ne fut évêque du Mans qu'en 1313. Séguin vivait en 1340 et devint par alliance seigneur de Poillé ;
- Foulques L'Enfant, cité en 1350, épousa Isabeau de Quatrebarbes , veuve de Jean de Vaiges, et qui décéda en 1362 à Varennes. Il céda en 1372 à Séguin de Mellay la sénéchaussée de Champagne-Hommet, telle que ses prédécesseurs l'avaient eue et exploitée, excepté une foi et hommage pour le féage de Vion. On l'accuse en 1370 d'avoir fait une saisie à Poillé, au fief du commandeur de Thévalle. Il vivait en 1394 ;
- Séguin L'Enfant fait aveu en 1398 à la baronnie du Château-du-Loir pour sa châtellenie de Mayet, et à Touvoie pour Varennes, en 1403, reçoit celui du prieur de Varennes, en 1409 à la garde de Jeanne Rabault, fille de Guillaume Rabault et de Perrine d'Ivoy, 1417, est lui-même comme insensé, en 1427, sous la curatelle de Jean de Champagne, probablement son beau-frère, car il avait épousé Marie de Champagne, morte en 1382 ;
- Jean L'Enfant, épousa Colette de Rouvres, laquelle, veuve dès 1440 convola avec Guichard Le Vayer, seigneur de Ballée ;
- Hardouin L'Enfant, seigneur de Varennes, 1453, est accusé en 1470 par le prieur de Varennes d'avoir usurpé sur lui une touche de bois, et malgré ses menaces et violences obligé de reconnaître son tort. Jeanne de Garguesalle, sa première femme, ne put être enterrée dans l'église de Poillé en 1502 qu'après une bataille en règle livrée contre les partisans du seigneur de Juigné. Il épousa en secondes noces Yolande du Boisbeaufray, qu'il laissa veuve, non en 1520 comme le porte une épitaphe faite après coup, mais après 1508 ; elle vivait encore en 1539 ;
- Foulques L'Enfant, marié en 1484 à Françoise de Thévalles, mourut en 1514, et sa veuve convola avec François de la Chapelle, frère de son gendre ;
- Foulques de l'Enfant, notoirement prodigue, était en 1514 sous la tutelle de Jean de la Chapelle, son beau-frère ; il mourut sans enfants en 1519.

### Famille de la Chapelle-Troussière
- Jean de la Chapelle-Troussière, mari de Christophette L'Enfant, sœur unique du précédent, morte le 10 juillet 1570, veuve depuis 1543 ;
- Antoine de la Chapelle-Troussière, marié le 18 mai 1538 à Renée d'Anthenaise, dame du Faux, mort en 1560 ;
- François de la Chapelle-Troussière épousa en 1569 Renée de Launay, fille du seigneur de Chesneru et de l'Echigné, fit ériger Varennes en baronnie ; il mourut le 6 septembre 1606 ;
- Philbert de la Chapelle-Troussière, fils aîné, mourut lui-même dès 1611, laissant deux filles de Renée Ferré, fille du seigneur de Coutures (Anjou), qu'il avait épousée le 12 décembre 1599 ;

### Famille de Beaumanoir
- Claude de Beaumanoir, épousa Renée de la Chapelle-Troussière, l'aînée, en 1615.

Les tombes des seigneurs de Varennes depuis Foulques L'Enfant (mort en 1362) sont dans la chapelle du prieuré, mais toutes celles antérieures au XVIIe siècle ont été faites après coup et les épitaphes ne sont pas exemptes d'erreurs. Celle de Claude de Beaumanoir et de sa femme, avec leurs écussons en marbre noir, élevée sur quatre colonnes, est plus monumental. On y lit, avec leurs titres et qualités, la date de leur décès : le 6 février 1654 pour l'un, le 27 mars 1672 pour l'autre.
- Claude de Beaumanoir vit saisir par des créanciers le domaine et château de Varennes aussitôt après le décès de sa mère, et mourut lui-même âgé de 54 ans le 10 mai 1676 ; il fut enterré à la Cathédrale du Mans, laissant de Marie de Neuchèze, pour principale héritière, Marie-Claude de Beaumanoir, qui épousa au mois d'octobre 1680 Pierre-Emmanuel de Thibault de la Roche-Tulon, mais ne fut point dame de Varennes ;
- Henri-Charles de Beaumanoir, marquis de Lavardin, est baron de Varennes, vers 1679, et meurt le 29 août 1701. Il avait eu de Françoise-Paul-Charlotte d'Albert de Luynes Anne-Charlotte, mariée en 1694 à Louis de la Châtre, qui hérita de son frère Emmanuel-Henri, mort deux ans après leur père. Anne-Charlotte mourut en 1725, cinq ans avant son mari ;

### Famille de La Châtre
- Louis-Charles de La Châtre, marié en 1723 à Marie-Elisabeth Nicolaï, fut tué en 1734 à la Bataille de San Pietro ;
- Charles-Louis de La Châtre, épousa en 1744 Elisabeth-Louise d'Harville des Ursins, qui porta sa tête sur l'échafaud le 10 avril 1793, l'année même où son mari mourut. Dès l'année 1775, il avait donné la terre de Varennes et ses annexes à :
- Claude-Louis de La Châtre, son fils, qui épousa en 1778 Charlotte-Louise-Aglaé Bontemps. Les noms de ces deux derniers furent gravés en 1780 sur une cloche d'Epineu. Divorcés en janvier 1793, la comtesse de La Châtre convola en secondes noces, le 20 nivôse an VII (9 janvier 1799), avec le marquis de Jaucourt.
- Le château, vendu nationalement pour 44 800 livres à René-Étienne Perrier, qui l'habitait en 1818, fut racheté en 1820 pour 100 000 francs par l'ancien propriétaire, alors ministre d'État, au nom de Louis-Joachim du Boisjourdan, maire de Château-Gontier, qui revendit deux ans après à Étienne-Louis Le Monnier de Lorière, créateur du château moderne.